# 福昌饭店
福昌饭店位于中国江苏省南京市鼓楼区中山路75号，中山路与长江路交界的中心大酒店旁，毗邻新街口，是南京著名的“老字号”饭店。其店名取意于“福泽四海，昌隆四方”。在民国时期与中央饭店、都城饭店齐名，现以淮扬菜、蟹黄汤包见长。

## 大事记
- 1932年动工兴建，1935年完工。
- 1930至1940年代的福昌饭店由法国大厨主厨，其二楼餐厅以正宗法式西餐闻名，饭店亦是上流社会和达官显贵聚集的场所。
- 1937年12月11日，饭店几乎毁于日军轰炸。12月13日，南京沦陷。但由于饭店已被其业主丁福成于12月9日外出避难前，交由德商上海保险公司代表、南京国际安全区委员会委员史波林代管，因而得以在劫掠中保存。抗战胜利前夕，中华民国代表曾在福昌饭店与日军将领松井石根密谈判在华日军的受降事宜。
- 1945年，抗战结束。国民政府接收饭店，将其设为高级将领俱乐部，配有含独立卫生间的18个房间（此亦为此时南京市之独景）。饭店后又曾作为李宗仁的官邸，作为军政首脑宴会、议事之处。
- 1949年至1952年间，福昌饭店被出租给“大建公司”，用作办公用房。自1952年起，饭店由南京市政府交际处承租，用作重要宾客的接待场所，曾接待过荀慧生、黄炎培、华罗庚、溥仪、溥杰、杜聿明以及卢森堡大公等。1956年，饭店改名为“胜利饭店”。20世纪70年代末，饭店一楼三分之二的空间改造为南京第一家咖啡厅胜利咖啡厅。20世纪80年代初，胜利咖啡厅被改作百货商场，后商场因经营困难而关闭。1990年，恢复为“福昌饭店”[参 1]，并开始向市民开放，并用作电影取景地。此后，由于外部治安原因，西餐厅关闭。

现今的福昌饭店一楼为大厅和商场，二楼为中餐厅，三楼为多功能厅，四楼至六楼为客房。总计有豪华套房三间，豪华房三间，标准房十二间。饭店唯一尚存的特色为“民国菜”，主营菜式有：桃仁鸭方、八宝元鱼、清汤凤尾虾、绣球干貝、粉蒸回鱼、生敲海参、母油鸭、老鸡炖鱼翅、老鲍怀珠、木耳老鸡汤等。

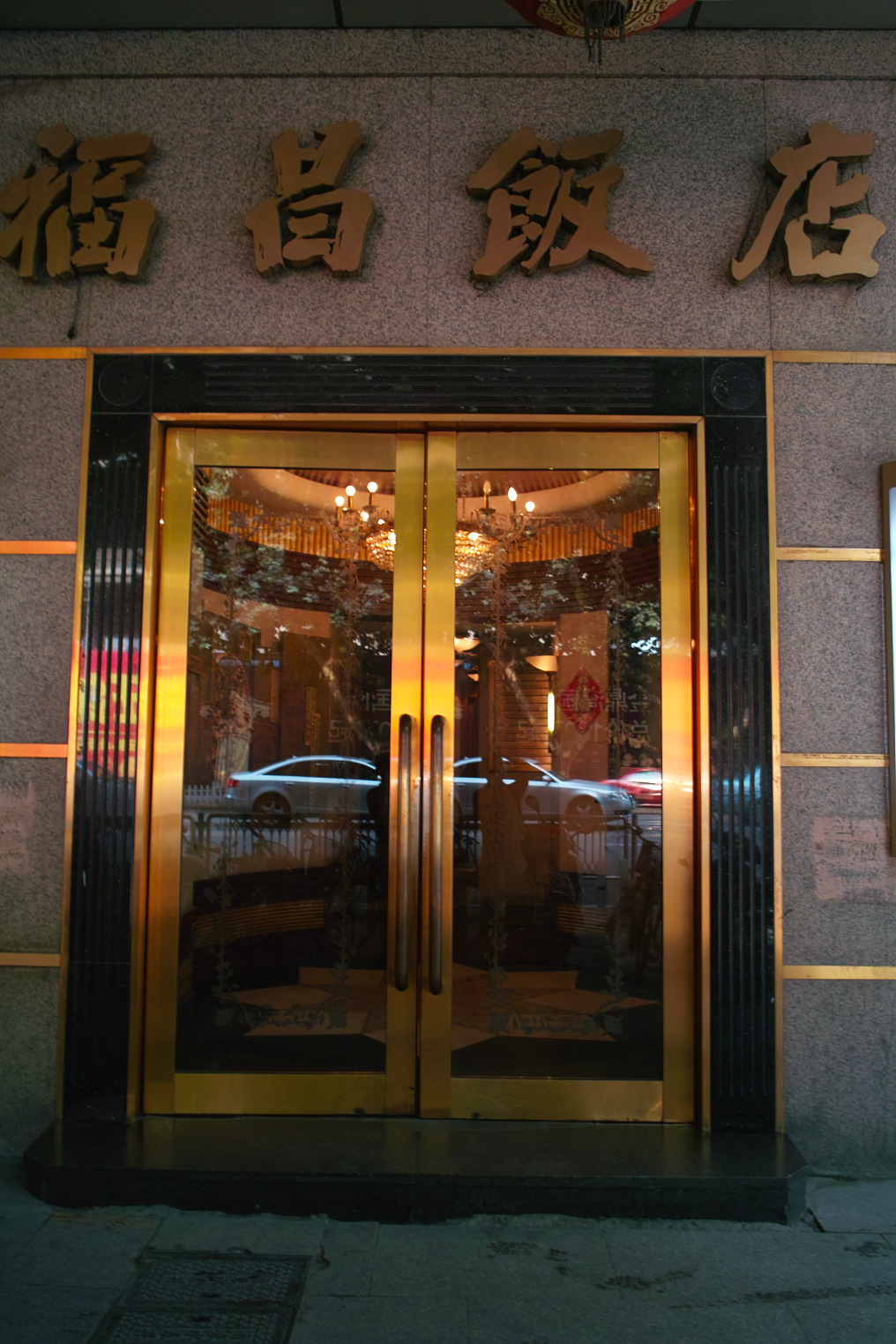
福昌饭店门口

## 饭店建筑
福昌饭店所属建筑为一座经典的西方现代建筑，由华盖建筑师事务所的童寯等人设计，顺源营造厂承建，始建于1932年（民国二十一年），1935年完工，建筑费用250万元。楼高6层，砖混结构，平面设计依其所处位置为梯形，占地面积248平方米，建筑面积1483平方米。迎街面通过组合钢窗纵向分割墙体，以达到使人产生高耸之感的目的。此建筑为民国时期南京城最高的建筑之一。建成时，饭店内拥有当时世界最先进的，国内少有的奧的斯手摇式电梯。直至1991年，该部电梯才被撤换，但原坑道依旧保留。
现今，饭店外部仍保留民国建筑特色，是“民国游”的景点之一。